# Shayetet 13

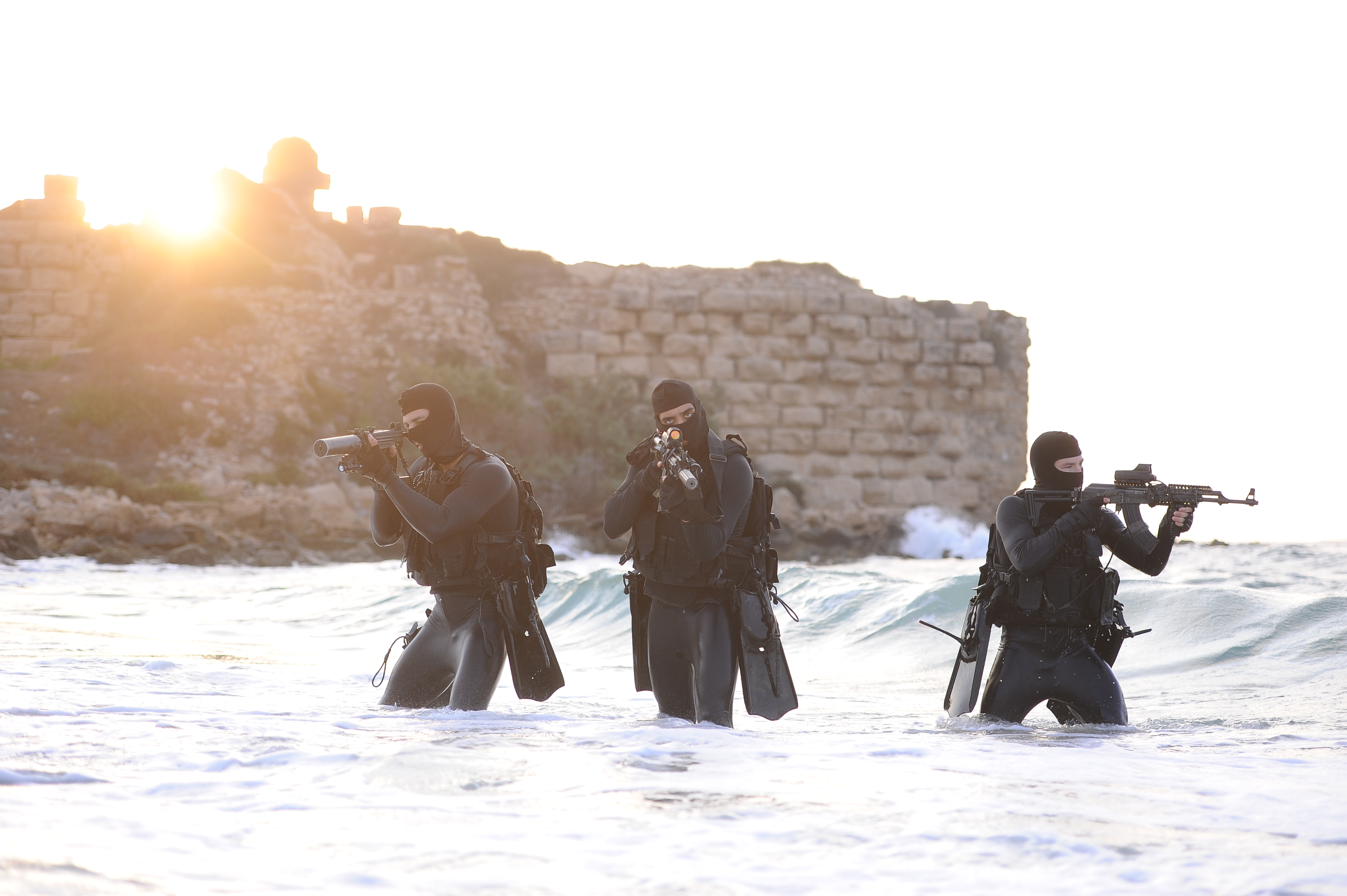
Membros da Shayetet 13 durante o treinamento.

Os Shayetet 13 (em hebraico: שייטת 13, lit. "Frota 13") é uma unidade de forças especiais da Marinha de Israel. A unidade, conhecida como S'13 é considerada uma das três principais unidades de forças especiais em Israel, juntamente com as unidades Sayeret Matkal - a unidade de reconhecimento do Estado-Maior - e Shaldag - os comandos da Força Aérea. A S'13 é a unidade especializada em resgate de reféns e contra-terrorismo no mar. Apenas algumas missões do Shayetet 13 foram tornadas públicas ou creditadas publicamente pelo Estado israelense à unidade.

## Treinamento
Ao contrário das primeiras quatro décadas das FDI, a partir dos anos 1990 as unidades especiais das FDI raramente treinam com unidades estrangeiras. Isto porque realmente quase não há nenhuma necessidade disso. Cinco décadas de constantes combates, nas mais diferentes formas contra inimigos de diferentes habilidades, geraram nas unidades israelenses muita experiência, além do desenvolvimento de armamentos e técnicas avançadas. Por isso os israelenses tem pouco que aprender com forças estrangeiras, apesar de ainda existir é claro, um intercâmbio em especial com Forças Especiais norte-americanas. Contudo, o inverso acontece. São muitas as unidades estrangeiras que buscam treinar com os israelenses, em especial as missões de contra-terrorismo.
A exceção em relação ao treinamento com estrangeiros é o S'13. Por causa da complicação e da especialidade que envolve o treinamento contra-terrorista marítimo. Nos 1950 e 1960 a maioria do treinamento em comum foi administrado com o Comando francês Hubert (em 1957 um operador da S'13 morreu na França durante um combate simulado) e hoje a maioria do treinamento acontece com os SEALs da Marinha dos EUA. Os operadores do S'13 treinam muitas vezes com os submarinos e navios da Sexta Frota dos EUA, que várias vezes visita a Base Naval de Israel em Haifa.

## Missões
Até hoje o S'13 já executou mais de 1 000 missões - a maioria delas classificadas como altamente secretas. O número grande de missões reflete um das diferenças principais entre o Sayeret Matkal e S'13. O Sayeret Matkal trabalha no "método de projetos" que significa que executa de 2-3 missões em um ano com longos meses de preparação antes de cada uma. Já o S'13 executa dúzias de missões em um só ano, a maioria delas no sul do Líbano. As missões do S'13 são cirúrgicas e seletivas - destruindo barcos terroristas, explodindo postos inimigos, emboscadas e plantando explosivos em rotas de terroristas. O S'13 normalmente opera profundamente atrás das linhas libanesas o que, por si só, já é um ato de guerra. Considerando que cada erro pode ter consequências internacionais, a unidade escolhida deve ser a melhor para a execução da missão, no caso a escolhida sempre é o S'13.

## Tempo de serviço e forças de reserva
Na maioria das unidades especiais israelenses, os soldados que terminam seus três anos de serviço obrigatório, deixam o serviço militar. Um número pequeno deles servirá na força de reserva da unidade, mas o resto servirá como soldados de reserva em outras unidades, normalmente em unidades LRRP, pertencentes as brigadas de infantaria. o Sayeret MATKAL e o S'13 são diferentes. Nessas unidades os operadores servem mais tempo que o normal que o tempo obrigatório: seis meses a mais no Sayeret Matkal e 1,5 anos a mais no S'13). E a maioria deles servirá na força de reserva da unidade. Por causa de razões orçamentárias a maioria forças especiais israelenses não tem permissão de alongar o período obrigatório do seus NCO.

## Armas
A arma pessoal Standard nas unidades especiais das IDF é o CAR15. Isto aconteceu como um dos resultados da reorganização realizada nas unidades CT das IDF, principalmente causada pelo fiasco de Mahalot em 1974, no qual foram mortas 20 crianças em uma operação de resgate desastrosa do Sayeret MATKAL, e por causa de problemas de identificação de amigos e inimigos, pois as unidades israelenses usavam muito armas russas, e isso era perigoso durante os combates. Por isso se adotou o M16 como a arma Standard. Porém, o S'13 é atualmente a única unidade em toda as IDF que ainda usa AK47 em muitas das suas missões. A mesma foi a arma Standard do S'13 durante a década de 1980.
Havia várias razões porque o S'13 escolheu o AK47 como sua arma Standard. Durante os anos 1970 as unidades especiais das IDF usaram uma variedade de rifles de assalto de calibres diferentes: AK47 7.62 mm, IMI Galil 5.56 mm, FN FAL 7.62 mm e os americanos Colt M16 5.56 mm e M14 7.62 mm, que vieram durante a ponte-aérea americana de apoio a Israel durante a Guerra do Yom Kippur. Durante uma série de testes realizados pelo S'13, descobriu-se que as melhores armas para missões marítimas eram o IMI Galil e o AK47, pois eram mais resistentes à água e a areia.
Os teste também revelaram que o AK-47 tinha algumas vantagens sobre o Galil. O AK-47 era a arma No. 1 dos terroristas e das forças armadas dos países árabes, que faziam fronteira com Israel. Os operadores do S'13 acreditam que usando armas iguais aos dos terroristas poderiam ter alguns segundos preciosos no inicio de algum combate com forças inimigas, quando estes estariam tentando identificar amigos e inimigos. Isto foi muito útil especialmente na década de 1980, quando o S'13 executou muitas missões no Líbano e nos Territórios palestinos, freqüentemente vestidos com trajes árabes. Algumas missões também foram realizadas perto da fronteira sírio-libanesa.
Um fato interessante é que pouco se sabe hoje sobre as missões realizadas pelo S'13 no Líbano, pois os terroristas não admitiam estas operações, pois as mesmas não deixavam corpos israelenses para trás. E era difícil admitir vitórias dos israelenses. Também muitas desses ataques do S'13, com seus operadores vestidos de árabes, confundiam os terroristas libaneses e palestinos, que acreditam que facções rivais os tinham realizado, em especial na área do Sul do Líbano. Na década de 1990 o S'13 começou a usar mais dos CAR15, principalmente por causa do seu lançador de granada M203, pois os lançadores do AK47 de 40mm não são tão precisos.
Hoje em dia os AK só são usados em missões de mergulho, ou em treinamentos dos recrutas na Base Naval de Atlit, depois os mesmos treinam normalmente com o SIG Sauer P226. Nas outras missões os operadores do S'13 usam o M16 CAR15 que é muito mais leve, versátil e mais preciso que o AK-47. Também, o M16 CAR15 leva o mesmo tipo de munição (5.56 mm SS109/M855) que o IMI Negev LMG. Outra razão para que S'13 minimize o uso do AK-47 é que na verdade não há mais nenhuma necessidade de usá-lo.
Hoje a maioria das missões encoberta são realizadas pela Unidade YAMAM que tem habilidades excpcionais em CQB. O SHABACH " descobriu " o YAMAM durante a Intifada (a insurreição palestina iniciada no final dos anos 1980) e transferiu todas as missões encobertas delicadas ao S'13 para o YAMAM. Já era em tempo, pois, com tanto equipamento de alta tecnologia, coletes balísticos e engrenagem de comunicação levadas pelos operadores do S'13 em suas missões, só um terrorista cego poderia confundir um israelense como um terrorista. Por questões de segurança o S'13 começou a usar mais e mais o CAR15, para prevenir fogo amigo, pois no calor da batalha as unidades especiais israelenses podem considerar qualquer um com um AK-47 seu inimigo.
Outra arma favorita entre os operadores do S'13 é o IMI Micro Uzi SMG. O S'13 achou na Micro Uzi uma arma perfeita para as suas necessidades. Por causa de seu pequeno tamanho e peso o Micro pode ser facilmente preso a uma perna ou ajustado no colete de combate, e então o operador é capaz de mergulhar ou nadar sem a interferência criada pelos rifles de assalto, que são bem maiores. O Micro Uzi é a arma padrão da unidade para operações de CT envolvendo mergulho de combate. Devido a restrições financeiras como também por razões políticas, Israel é a única nação ocidental cujas unidades especiais não usam armas da família HK MP5.

## Escolas de Mergulho de Combate em Israel
As escolas de mergulho de combate das FDI estão baseadas em três locais:
- Base Naval de Haifa - Por suas facilidades de treinamento é a o local principal de ensino, onde todas as unidades sofrem o curso mergulhando. A escola em Haifa é dividida em duas praias - praia de mergulho básico e a praia de mergulho avançado.
- Base Naval de Eilat - É uma localização de treinamento secundária de que serve de apoio a base de Haifa.
- Base Naval de Atlit - É o comando de operações do Shayetet 13. Esta escola ensina mergulho de combate altamente avançado, que incluem técnicas de demolições marítimas e armas.

O curso básico de mergulho de combate nas escola de Haifa ou Eilat duram um mês. Todos os instrutores são recrutas do Shayetet 13 que abandonaram o treinamento. Como nos outros cursos das unidades especiais das FDI, cada unidade tem seu próprio curso onde faz ajustes necessidades as suas exigências operacionais específicas:
- Shayetet 13 - É o curso de mergulho de combate mais avançado, inclusive com circuito interno de mergulho.
- Unidade YALTAM e Sayeret Yael - O seu curso de mergulho é também muito avançado.
- Unidade 669 - O seu curso de mergulho é básico, com circuito aberto de mergulho, abordando também técnicas de salvamento ar-mar.
- Unidade YABAN, Curso de Oficiais Navais e Sayeret Shaldag - O seu curso de mergulho é básico, com circuito aberto de mergulho.

Depois do curso, as unidades continuam seus próprios treinamentos. Durante o treinamento, e especialmente antes de suas operações, as unidades são auxiliadas freqüentemente por oficiais do Shayetet 13 que demonstram técnicas marítimas que usam e os equipamentos utilizados em suas missões.